# Santiago Rosales
Santiago José Rosales (Mar del Plata, 22 de marzo de 1995) es un futbolista argentino. Juega como  extremo izquierdo y su equipo actual es Mitre de Santiago del Estero, de la Primera Nacional.

## Trayectoria

### Inicios
El comienzo como futbolista para Santiago Rosales se dio en el equipo barrial denominado "Los Diablitos". Empezó en Camet, pero como los entrenadores se pelearon y se separaron, un grupo de jugadores se fueron con uno de ellos y armaron ese equipo. Jugando muchos torneos barriales, hasta que entraron a un torneo que organizó Kimberley, donde anduvo bien y ahí lo vio un técnico de Cadetes. Allí permaneció cinco fructíferos años en inferiores. Jugando en cancha de 9 y 11. Luego, pasó un año a las divisiones menores de Independiente, donde solo estuvo un año. Por su talento, surgieron posibilidades de ir a probarse a Buenos Aires en dos clubes, Boca Juniors y Lanús sin tener suerte. Cuando volvió a Mar del Plata, se quedó sin club para jugar porque había cerrado el libro de pases. Para llevar unos mangos a la casa, entonces, Santiago aceptó la propuesta de un tío para trabajar como ayudante de albañil. Tras estar un año parado, Rosales acudió en 2013 a una de las pruebas que Aldosivi realizó para sumar jugadores. Allí deslumbró con su capacidad, y Alejandro Giuntini lo fichó para que juegue en la Quinta División. Un año después, tras muy buenas actuaciones también en la cuarta, Alfredo Berti lo llamó para sumarse en el segundo día de pretemporada a las prácticas con el plantel de primera.

### Aldosivi
Debutó en el 2014 en Aldosivi con tan solo 19 años en el triunfo del Tiburón 2-0 ante Guaraní Antonio Franco por el Torneo de Transición de la B Nacional, donde finalmente su equipo ascendería a la Primera División. Ya con Aldosivi en primera, le marcaría un doblete a Lanús en el torneo de primera división 2015, donde se ganaría la titularidad. En la fecha 1 del torneo de primera división 2016 marcaría el segundo gol en la victoria de Aldosivi 3-0 sobre Olimpo.

### Racing Club
Tras dos buenas temporadas en "El Tiburón", el jugador llega a Racing Club de Avellaneda a cambio de US$ 1.700.000 por el 50% del pase firmando un contrato por 4 años. En la fecha 5 del Torneo de Primera División 2016-17 marcá su primer gol ante Patronato en la victoria 2-0 de su equipo.

### Olimpia
Debido a las pocas oportunidades es cedido al Club Olimpia de Paraguay para disputar la temporada 2018 en condición de préstamo por un año por US$ 500.000 con opción a compra.

### Gimnasia y Esgrima La Plata
El 25 de julio del 2018 rescindió contrato con Olimpia siendo confirmado, al siguiente día, en Club de Gimnasia y Esgrima La Plata donde estará a préstamo por un año sin cargo ni opción de compra para disputar la próxima temporada del fútbol argentino.

## Estadísticas

### Clubes
Actualizado de acuerdo al último partido jugado el 13 de abril de 2025.
| Club                              | Div.          | Temporada     | Liga  | Liga  | Liga   | Copas nacionales | Copas nacionales | Copas nacionales | Copas internacionales | Copas internacionales | Copas internacionales | Total | Total | Total  |
| Club                              | Div.          | Temporada     | Part. | Goles | Asist. | Part.            | Goles            | Asist.           | Part.                 | Goles                 | Asist.                | Part. | Goles | Asist. |
| --------------------------------- | ------------- | ------------- | ----- | ----- | ------ | ---------------- | ---------------- | ---------------- | --------------------- | --------------------- | --------------------- | ----- | ----- | ------ |
| C. A. Aldosivi Argentina          | 2.ª           | 2014          | 2     | 0     | 0      | —                | —                | —                | —                     | —                     | —                     | 2     | 0     | 0      |
| C. A. Aldosivi Argentina          | 1.ª           | 2015          | 16    | 2     | 1      | —                | —                | —                | —                     | —                     | —                     | 16    | 2     | 1      |
| C. A. Aldosivi Argentina          | 1.ª           | 2016          | 16    | 2     | 5      | 1                | 0                | 0                | —                     | —                     | —                     | 17    | 2     | 5      |
| C. A. Aldosivi Argentina          | Total club    | Total club    | 34    | 4     | 6      | 1                | 0                | 0                | 0                     | 0                     | 0                     | 35    | 4     | 6      |
| Racing Club Argentina             | 1.ª           | 2016-17       | 19    | 2     | 0      | 1                | 0                | 0                | 1                     | 0                     | 0                     | 21    | 2     | 0      |
| Racing Club Argentina             | 1.ª           | 2017-18       | 1     | 0     | 0      | 1                | 0                | 0                | 1                     | 0                     | 0                     | 3     | 0     | 0      |
| Racing Club Argentina             | Total club    | Total club    | 20    | 2     | 0      | 2                | 0                | 0                | 2                     | 0                     | 0                     | 24    | 2     | 0      |
| Club Olimpia Paraguay             | 1.ª           | A-2018        | 6     | 1     | 0      | —                | —                | —                | 3                     | 0                     | 1                     | 9     | 1     | 1      |
| Club Olimpia Paraguay             | Total club    | Total club    | 6     | 1     | 0      | 0                | 0                | 0                | 3                     | 0                     | 1                     | 9     | 1     | 1      |
| Gimnasia y Esgrima (LP) Argentina | 1.ª           | 2018-19       | 6     | 0     | 0      | —                | —                | —                | —                     | —                     | —                     | 6     | 0     | 0      |
| Gimnasia y Esgrima (LP) Argentina | Total club    | Total club    | 6     | 0     | 0      | 0                | 0                | 0                | 0                     | 0                     | 0                     | 6     | 0     | 0      |
| C. A. Patronato Argentina         | 1.ª           | 2019-20       | 9     | 0     | 1      | 3                | 0                | 0                | —                     | —                     | —                     | 12    | 0     | 1      |
| C. A. Patronato Argentina         | Total club    | Total club    | 9     | 0     | 1      | 3                | 0                | 0                | 0                     | 0                     | 0                     | 15    | 0     | 1      |
| Central Córdoba (SdE) Argentina   | 1.ª           | 2020          | —     | —     | —      | 8                | 2                | 0                | —                     | —                     | —                     | 8     | 2     | 0      |
| Central Córdoba (SdE) Argentina   | 1.ª           | 2021          | —     | —     | —      | 7                | 0                | 1                | —                     | —                     | —                     | 7     | 0     | 1      |
| Central Córdoba (SdE) Argentina   | Total club    | Total club    | 0     | 0     | 0      | 15               | 2                | 1                | 0                     | 0                     | 0                     | 15    | 2     | 1      |
| C. A. Mitre (SdE) Argentina       | 2.ª           | 2021          | 10    | 2     | 1      | —                | —                | —                | —                     | —                     | —                     | 10    | 2     | 1      |
| C. A. Mitre (SdE) Argentina       | 2.ª           | 2022          | 29    | 9     | 7      | —                | —                | —                | —                     | —                     | —                     | 29    | 9     | 7      |
| C. A. Mitre (SdE) Argentina       | 2.ª           | 2023          | 30    | 8     | 2      | —                | —                | —                | —                     | —                     | —                     | 30    | 8     | 2      |
| PAS Giannina · Grecia             | 1.ª           | 2023-24       | 7     | 0     | 0      | —                | —                | —                | —                     | —                     | —                     | 7     | 0     | 0      |
| PAS Giannina · Grecia             | Total club    | Total club    | 7     | 0     | 0      | 0                | 0                | 0                | 0                     | 0                     | 0                     | 7     | 0     | 0      |
| C. A. Mitre (SdE) Argentina       | 2.ª           | 2024          | 8     | 5     | 1      | —                | —                | —                | —                     | —                     | —                     | 8     | 5     | 1      |
| C. A. Mitre (SdE) Argentina       | 2.ª           | 2025          | 14    | 3     | 3      | —                | —                | —                | —                     | —                     | —                     | 14    | 3     | 3      |
| C. A. Mitre (SdE) Argentina       | Total club    | Total club    | 91    | 27    | 14     | 0                | 0                | 0                | 0                     | 0                     | 0                     | 91    | 27    | 14     |
| Total carrera                     | Total carrera | Total carrera | 173   | 34    | 19     | 21               | 2                | 1                | 5                     | 0                     | 1                     | 199   | 36    | 23     |
| 1. 2.                             |               |               |       |       |        |                  |                  |                  |                       |                       |                       |       |       |        |

## Palmarés

### Campeonatos nacionales
| Título          | Club         | País     | Año  |
| --------------- | ------------ | -------- | ---- |
| Torneo Apertura | Club Olimpia | Paraguay | 2018 |

### Otros logros
- Ascenso a la Primera División de Argentina con Aldosivi en 2014.